# Flux de Couette

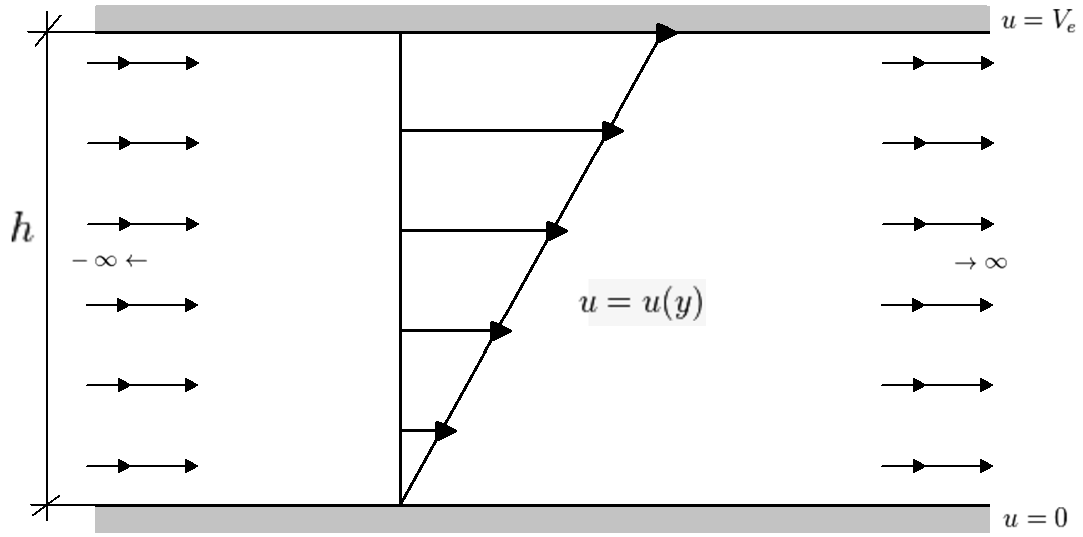
Representació del flux de Couette

En dinàmica de fluids, el flux de Couette és un flux laminar d'un fluid viscós que es dona en l'espai comprès entra dues plaques, una de les quals es mou amb relació a l'altra. El flux és mogut gràcies a la força d'arrossegament viscós que actua en el fluid i al gradient de pressió que se li aplica paral·lel a les plaques. Aquest tipus de flux porta el nom de Maurice Marie Alfred Couette, un professor de física de la Universitat Francesa d'Angers de finals del segle xix.

## Configuració conceptual simple

Configuració simple del flux de Couette usant dues plaques infinites

### Descripció matemàtica
El flux de Couette s'utilitza en cursos d'enginyeria i de física per il·lustrar la moció dels fluids moguts per cisalla. La configuració conceptual més simple consisteix en dues plaques paral·leles i infinites separades per una distància h. Una placa, per exemple la de dalt, té una velocitat constant u0 en el seu propi pla. Negligint el gradient de pressió, les equacions de Navier-Stokes es simplifiquen aː
{\displaystyle {\frac {d^{2}u}{dy^{2}}}=0,}
on y és la coordenada espacial normal a les plaques i u(y) és la distribució de velocitats. Aquesta equació reflecteix la suposició que el flux és uni-direccional. Això vol dir que només un dels tres components de la velocitat {\displaystyle (u,v,w)} no és trivial. Si y té origen a la placa inferior, les condicions de contorn són u(0)=0 i u(h)=u0. La solució exacta ésː
{\displaystyle u(y)=u_{0}{\frac {y}{h}}}
es pot arribar integrant dues vegades i trobant les constants a partir de les condicions de contorn.

### Esforç tallant constant
Un aspecte notable d'aquest model és que l'esforç tallant és constant a través de tot el domini del fluid. En particular, la primera derivada de la velocitat, u0/h, és constant. Això es veu en el perfil de línia recta de la imatge). Segons la llei de viscositat de Newton, (per fluid newtonià), l'esforç tallant és el producte d'aquesta expressió per la viscositat del fluid (que és constant en tots els punts).

## Flux de Couette amb gradient de pressió
Un cas més general del flux de Couette sorgeix quan s'imposa un gradient de pressió paral·lel a les plaques. Les equacions de Navier-Stokes, en aquest cas, es simplifiquen aː
{\displaystyle {\frac {d^{2}u}{dy^{2}}}={\frac {1}{\mu }}{\frac {dp}{dx}},}
on {\displaystyle dp\!/\!dx} és el gradient de pressió paral·lel a les plaques i {\displaystyle \mu } és la viscositat del fluid. Integrant aquesta equació dues vegades i aplicant les condicions de contorn (talment com amb el flux de Couette sense gradient de pressió) s'arriba a la següent solució exactaː
{\displaystyle u(y)=u_{0}{\frac {y}{h}}+{\frac {1}{2\mu }}\left({\frac {dp}{dx}}\right)\left(y^{2}-hy\right).}
La forma del perfil de velocitats de dalt depèn del paràmetre adimensional
{\displaystyle P=-{\frac {h^{2}}{2\mu u_{0}}}\left({\frac {dp}{dx}}\right).}
El gradient de pressió pot ser positiu (gradient de pressió advers) o negatiu (gradient de pressió favorable).
Noti's que en el cas límit en què les plaques siguin estacionàries, el flux es diu flux de Poiseuille amb un perfil de velocitats paràbolic i simètric respecte al pla horitzontal.

## Model ideal de Taylor
La configuració que es mostra a la imatge no es pot realitzar a la pràctica, ja que dues plaques no es poden expandir infinitament en la direcció del flux. Sir Geoffrey Taylor es va interessar en fluxos moguts per esforç tallant creats per cilindres coaxials en rotació. En el seu escrit de 1923, Taylor va aportar el resultat matemàtic (originalment derivat per Stokes el 1845) que té en compte la curvatura en la direcció del flux i que té la formaː
{\displaystyle u(r)=C_{1}r+{\frac {C_{2}}{r}},}
on C1 i C₂ són constants que depenen del nivell de rotació dels cilindres. (Noti's que rha substituït la y ja que s'aplica a coordenades cilíndriques en comptes de cartesianes). Queda clar en aquesta equació que els efectes de la curvatura ja no permeten que hi hagi un esforç tallant constant en tot el domini del fluid, com es mostra a dalt. Aquest model és incomplet, ja que no té en compte els efectse a prop de les parets en cilindres d'amplada finita, tot i que és una bona aproximació si l'amplada és gran comparada amb l'espai entre els dos cilindres. També s'han analitzat generalitzacions del model bàsic de Taylor. Per exemple, la solució pel procés estacionari de posada en marxa es pot expressar en termes de la funció de Bessel.

## Resultat de Wendl per a dispositius físics
A la pràctica, els dispositius de cilindres coaxials que s'usen per crear el flux de Couette tenen, tant curvatura i geometria finita. Això últim dona lloc a un augment en el drag de la regió de la paret. Un resultat matemàtic que té en compte ambdós aspectes va ser trobar recentment per Michael Cristopher Wendl. La seva solució té la forma d'una expansió de funcions de Bessel modificades (hiperbòliques) del primer tipus.